# Сао Висенте
Сао Висенте (порт. São Vicente) град је у Бразилу у савезној држави Сао Пауло. Према процени из 2007. у граду је живело 323.599 становника.

## Становништво
Према процени из 2007. у граду је живело 323.599 становника.
| 1991.   | 2000.   |
| ------- | ------- |
| 268,618 | 303,551 |